# Залазнинский пруд
Залазнинский пруд — искусственный водоём, созданный на реке Залазне при строительстве плотины. Является одним из трех искусственных водоёмов в Омутнинском районе, в нём занимает по этому показателю третье место (после Омутнинского пруда и Чернохолуницкого пруда). Площадь поверхности — 4,3 км². Высота над уровнем моря — 191,2 м.
1. ↑  Ресурсы поверхностных вод СССР: Гидрологическая изученность. Т. 11. Средний Урал и Приуралье. Вып. 1. Кама / под ред. В. В. Николаенко. — Л.: Гидрометеоиздат, 1966. — 324 с.